# Joseph Benavidez
Joseph Rolando Benavidez (San Antonio, Texas; 31 de julio de 1984) es un artista marcial mixto estadounidense retirado que compitió en la categoría de peso mosca en Ultimate Fighting Championship.

## Primeros años
Por su patrimonio cultural, es mexicano.  Benavidez fue a la Escuela de Secundaria de Las Cruces, donde jugó al fútbol en el equipo universitario, ganando dos campeonatos estatales, y luchó en el equipo de la universidad durante cuatro años. En el año 2000 se convirtió en el campeón de Lucha en el Estado de Nuevo México en las 103 libras durante su segundo año. Benavidez también luchó un año en la Universidad de William Penn en Iowa antes de regresar a Las Cruces, Nuevo México.

## Carrera en artes marciales mixtas

### Ultimate Fighting Championship
En su debut, Benavidez se enfrentó a Ian Loveland el 19 de marzo de 2011 en UFC 128. Benavidez ganó la pelea por decisión unánime.
Benavidez se enfrentó a Eddie Wineland el 14 de agosto de 2011 en UFC on Versus 5. Benavidez ganó la pelea por decisión unánime.
El 3 de marzo de 2012, Benavidez se enfrentó a Yasuhiro Urushitani en UFC on FX 2. Benavidez ganó la pelea por nocaut técnico en la segunda ronda, ganando así el premio al KO de la Noche.
Benavidez se enfrentó a Demetrious Johnson el 22 de septiembre de 2012 en UFC 152 en la final del torneo de peso mosca por la obtención del título mosca. Benavidez perdió la pelea por decisión dividida.
El 2 de febrero de 2013, Benavidez se enfrentó a Ian McCall en UFC 156. Benavidez ganó la pelea por decisión unánime.
Benavidez se enfrentó a Darren Uyenoyama el 20 de abril de 2013 en UFC on Fox 7. Benavidez ganó la pelea por nocaut técnico en la segunda ronda.
Benavidez se enfrentó a Jussier Formiga el 4 de septiembre de 2013 en UFC Fight Night 28. Benavidez ganó la pelea por nocaut técnico en la primera ronda.
El 14 de diciembre de 2013, Benavidez se enfrentó a Demetrious Johnson en UFC on Fox 9 por el Campeonato de Peso Mosca de UFC. Benavidez perdió la pelea por nocaut en la primera ronda, siendo esta la primera vez que alguien lo noqueaba.
Benavidez se enfrentó a Tim Elliott el 26 de abril de 2014 en UFC 172. Benavidez ganó la pelea por sumisión en la primera ronda, ganando así el premio a la Actuación de la Noche.
El 22 de noviembre de 2014, Benavidez se enfrentó a Dustin Ortiz en UFC Fight Night 57. Benavidez ganó la pelea por decisión unánime.
El 23 de mayo de 2015, Benavidez se enfrentó a John Moraga en UFC 187. Benavidez ganó la pelea por decisión unánime.
Benavidez se enfrentó a Ali Bagautinov el 3 de octubre de 2015 en UFC 192. Benavidez ganó la pelea por decisión unánime.
Benavidez se enfrentó a Zach Makovsky el 6 de febrero de 2016 en UFC Fight Night 82. Benavidez ganó la pelea por decisión unánime.
En mayo de 2016, el UFC anunció que Benavidez sería uno de los entrenadores, junto a Henry Cejudo en The Ultimate Fighter 24. El combate tuvo lugar el 3 de diciembre de 2016 en The Ultimate Fighter 24 Finale. Benavidez ganó la pelea por decisión dividida.
Benavidez se enfrentó a Sergio Pettis el 9 de junio de 2018 en UFC 225. Perdió la pelea por decisión dividida.
Benavidez se enfrentó a Alex Pérez el 30 de noviembre de 2018 en la final de The Ultimate Fighter 28. Ganó la pelea por nocaut técnico en la primera ronda. Además, recibió el premio a la Actuación de la Noche.
Benavidez fue programado brevemente para enfrentar a Deiveson Figueiredo el 19 de enero de 2019 en UFC Fight Night 143. Sin embargo, la promoción aclaró los planes que indicaban que el combate estaba cancelado y que Benavidez sería una alternativa para el combate estelar en caso de que Henry Cejudo o T.J. Dillashaw se vieran obligados a abandonar el evento. Posteriormente, Benavidez indicó que le gustaría competir en la tarjeta, por lo que, se llevó a cabo una revancha con Dustin Ortiz en el evento. Ganó la pelea por decisión unánime. Benavidez firmó un nuevo contrato de cuatro peleas con el UFC antes de la pelea con Ortiz.
Benavidez se enfrentó a Jussier Formiga en una revancha el 29 de junio de 2019 en UFC on ESPN 3. Ganó la pelea por nocaut técnico en la segunda ronda. Tras el combate, recibió el premio de Actuación de la Noche. Después de la pelea, en la entrevista posterior a la pelea, se declaró "Joey Two Times".
Benavidez luchó contra Deiveson Figueiredo por el vacante Campeonato de Peso Mosca de la UFC en UFC Fight Night: Benavidez vs. Figueiredo el 29 de febrero de 2020. En el pesaje del 28 de febrero, Figueiredo no cumplió con el peso, ya que pesó 127.5 libras y quedó inhabilitado para ganar el campeonato de peso mosca. Además, Figueiredo fue multado con el 30 por ciento de su bolsa, que fue a parar a Benavidez. Benavidez perdió el combate por TKO en el segundo asalto.
Benavidez tuvo su revancha con Deiveson Figueiredo por el vacante Campeonato de Peso Mosca de la UFC en UFC Fight Night: Figueiredo vs. Benavidez 2 el 19 de julio de 2020. El 11 de julio de 2020, Figueiredo dio positivo por COVID-19. Según el representante de Figueiredo, el combate aún no había sido retirado oficialmente y Figueiredo fue sometido a una segunda prueba de COVID-19 el 12 de julio de 2020 donde el resultado estaría de vuelta el 13 de julio de 2020 para determinar si Figueiredo estaba libre para pelear. Figueiredo pasó múltiples pruebas de COVID-19, lo que permitió que la pelea siguiera adelante como evento principal. Benavidez perdió el combate por sumisión técnica en el primer asalto.
Benavidez se enfrentó a Askar Askarov el 6 de marzo de 2021 en UFC 259. En el pesaje, Askar pesó 127 libras, una libra por encima del límite de la pelea de peso mosca sin título. El combate se desarrolló en un peso acordado y Askarov fue multado con un porcentaje de su bolsa individual, que fue a parar a Benavidez. Benavidez perdió la pelea por decisión unánime.

## Campeonatos y logros
- Ultimate Fighting Championship
  - KO de la Noche (una vez)
  - Actuación de la Noche (tres veces)

- World Extreme Cagefighting
  - Pelea de la Noche (una vez)
  - Sumisión de la Noche (una vez)

- Sherdog
  - Segundo equipo más violento (2010)[47]

## Récord en artes marciales mixtas
| Récord profesional | Récord profesional | Récord profesional |
| 36 peleas          | 28 victorias       | 8 derrotas         |
| ------------------ | ------------------ | ------------------ |
| Nocaut             | 8                  | 2                  |
| Sumisión           | 9                  | 1                  |
| Decisión           | 11                 | 5                  |

| Resultado | Récord | Oponente            | Método                              | Evento                                                   | Fecha                    | Ronda | Tiempo | Localización               | Notas |
| --------- | ------ | ------------------- | ----------------------------------- | -------------------------------------------------------- | ------------------------ | ----- | ------ | -------------------------- | --- |
| Derrota   | 28–8   | Askar Askarov       | Decisión (unánime)                  | UFC 259                                                  | 6 de marzo de 2021       | 3     | 5:00   | Las Vegas, Nevada          | Combate de peso acordado (127 libras); Askarov no alcanzó el peso.                                                        |
| Derrota   | 28–7   | Deiveson Figueiredo | Sumisión técnica (rear-naked choke) | UFC Fight Night: Figueiredo vs. Benavidez 2              | 18 de julio de 2020      | 1     | 4:48   | Abu Dabi                   | Por el vacante Campeonato de Peso Mosca de UFC.                                                                           |
| Derrota   | 28–6   | Deiveson Figueiredo | TKO (golpes)                        | UFC Fight Night: Benavidez vs. Figueiredo                | 29 de febrero de 2020    | 2     | 1:54   | Norfolk, Virginia          | Inicialmente por el vacante Campeonato de Peso Mosca de UFC. Figueiredo falló el peso y no fue elegible para ser campeón. |
| Victoria  | 28–5   | Jussier Formiga     | TKO (patada a la cabeza y golpes)   | UFC on ESPN: Ngannou vs. dos Santos                      | 29 de junio de 2019      | 2     | 4:47   | Mineápolis, Minesota       | Actuación de la Noche. |
| Victoria  | 27–5   | Dustin Ortiz        | Decisión (unánime)                  | UFC Fight Night: Cejudo vs. Dillashaw                    | 19 de enero de 2019      | 3     | 5:00   | Brooklyn, Nueva York       | |
| Victoria  | 26–5   | Alex Perez          | TKO (golpes)                        | The Ultimate Fighter: Heavy Hitters Finale               | 30 de noviembre de 2018  | 1     | 4:19   | Las Vegas, Nevada          | Actuación de la Noche. |
| Derrota   | 25–5   | Sergio Pettis       | Decisión (dividida)                 | UFC 225                                                  | 9 de junio de 2018       | 3     | 5:00   | Chicago, Illinois          | |
| Victoria  | 25–4   | Henry Cejudo        | Decisión (dividida)                 | The Ultimate Fighter: Tournament of Champions Finale     | 3 de diciembre de 2016   | 3     | 5:00   | Las Vegas, Nevada          | |
| Victoria  | 24–4   | Zach Makovsky       | Decisión (unánime)                  | UFC Fight Night: Hendricks vs. Thompson                  | 6 de febrero de 2016     | 3     | 5:00   | Las Vegas, Nevada          | |
| Victoria  | 23–4   | Ali Bagautinov      | Decisión (unánime)                  | UFC 192                                                  | 3 de octubre de 2015     | 3     | 5:00   | Houston, Texas             | |
| Victoria  | 22–4   | John Moraga         | Decisión (unánime)                  | UFC 187                                                  | 23 de mayo de 2015       | 3     | 5:00   | Las Vegas, Nevada          | |
| Victoria  | 21–4   | Dustin Ortiz        | Decisión (unánime)                  | UFC Fight Night: Edgar vs. Swanson                       | 22 de noviembre de 2014  | 3     | 5:00   | Austin, Texas              | |
| Victoria  | 20–4   | Tim Elliott         | Sumisión (guillotine choke)         | UFC 172                                                  | 26 de abril de 2014      | 1     | 4:08   | Baltimore, Maryland        | Actuación de la Noche. |
| Derrota   | 19–4   | Demetrious Johnson  | KO (golpe)                          | UFC on Fox: Johnson vs. Benavidez 2                      | 14 de diciembre de 2013  | 1     | 2:08   | Sacramento, California     | Por el Campeonato de Peso Mosca de UFC.                                                                                   |
| Victoria  | 19–3   | Jussier Formiga     | TKO (rodillazo al cuerpo y golpes)  | UFC Fight Night: Teixeira vs. Bader                      | 4 de septiembre de 2013  | 1     | 3:07   | Belo Horizonte             | |
| Victoria  | 18–3   | Darren Uyenoyama    | TKO (golpe al cuerpo)               | UFC on Fox: Henderson vs. Melendez                       | 20 de abril de 2013      | 2     | 4:50   | San José, California       | |
| Victoria  | 17–3   | Ian McCall          | Decisión (unánime)                  | UFC 156                                                  | 2 de febrero de 2013     | 3     | 5:00   | Las Vegas, Nevada          | |
| Derrota   | 16–3   | Demetrious Johnson  | Decisión (dividida)                 | UFC 152                                                  | 22 de septiembre de 2012 | 5     | 5:00   | Toronto                    | Por el Campeonato de Peso Mosca de UFC; Final del Torneo de Peso Mosca de UFC.                                            |
| Victoria  | 16–2   | Yasuhiro Urushitani | TKO (golpes)                        | UFC on FX: Alves vs. Kampmann                            | 3 de marzo de 2012       | 2     | 0:11   | Sídney                     | Debut en peso mosca; Semifinal del Torneo de Peso Mosca de UFC; KO de la Noche.                                           |
| Victoria  | 15–2   | Eddie Wineland      | Decisión (unánime)                  | UFC Live: Hardy vs. Lytle                                | 14 de agosto de 2011     | 3     | 5:00   | Milwaukee, Wisconsin       | |
| Victoria  | 14–2   | Ian Loveland        | Decisión (unánime)                  | UFC 128                                                  | 19 de marzo de 2011      | 3     | 5:00   | Newark, Nueva Jersey       | |
| Victoria  | 13–2   | Wagnney Fabiano     | Sumisión (guillotine choke)         | WEC 52                                                   | 11 de noviembre de 2010  | 2     | 2:45   | Las Vegas, Nevada          | |
| Derrota   | 12–2   | Dominick Cruz       | Decisión (dividida)                 | WEC 50                                                   | 18 de agosto de 2010     | 5     | 5:00   | Las Vegas, Nevada          | Por el Campeonato de Peso Gallo de WEC.                                                                                   |
| Victoria  | 12–1   | Miguel Torres       | Sumisión (guillotine choke)         | WEC 47                                                   | 6 de marzo de 2010       | 2     | 2:57   | Columbus, Ohio             | Sumisión de la Noche. |
| Victoria  | 11–1   | Rani Yahya          | TKO (golpes)                        | WEC 45                                                   | 19 de diciembre de 2009  | 1     | 1:35   | Las Vegas, Nevada          | |
| Derrota   | 10–1   | Dominick Cruz       | Decisión (unánime)                  | WEC 42                                                   | 9 de agosto de 2009      | 3     | 5:00   | Las Vegas, Nevada          | Pelea de la Noche. |
| Victoria  | 10–0   | Jeff Curran         | Decisión (unánime)                  | WEC 40                                                   | 5 de abril de 2009       | 3     | 5:00   | Chicago, Illinois          | |
| Victoria  | 9–0    | Danny Martinez      | Decisión (unánime)                  | WEC 37                                                   | 3 de diciembre de 2008   | 3     | 5:00   | Las Vegas, Nevada          | |
| Victoria  | 8–0    | Junya Kodo          | Sumisión (guillotine choke)         | DREAM 5                                                  | 21 de julio de 2008      | 1     | 2:42   | Osaka                      | Pelea de peso pluma (139 lbs).                                                                                            |
| Victoria  | 7–0    | Maurice Eazel       | Sumisión (rear-naked choke)         | Palace Fighting Championship 8: A Night of Champions     | 8 de mayo de 2008        | 1     | 1:02   | Lemoore, California        | |
| Victoria  | 6–0    | Jason Georgianna    | Sumisión (guillotine choke)         | Palace Fighting Championship 6: No Retreat, No Surrender | 17 de enero de 2008      | 2     | 0:38   | Lemoore, California        | |
| Victoria  | 5–0    | Rocky del Monte     | Sumisión (triangle choke)           | Independent Event                                        | 1 de junio de 2007       | 2     |        | Lakeport, California       | |
| Victoria  | 4–0    | Carlos Lovio        | TKO (golpes)                        | Bring it On: Under Destruction                           | 28 de abril de 2007      | 1     |        | Oxnard, California         | |
| Victoria  | 3–0    | Justin Smitley      | TKO (parada médica)                 | Warrior Cup 2                                            | 7 de abril de 2007       | 3     | 2:18   | Stockton, California       | |
| Victoria  | 2–0    | Ramón Rodríguez     | Sumisión (triangle choke)           | Border Warz                                              | 14 de octubre de 2006    | 2     | 2:33   | Colorado Springs, Colorado | |
| Victoria  | 1–0    | Brandon Shelton     | Sumisión (kimura)                   | Universal Fight Promotions                               | 3 de junio de 2006       | 2     |        | Mescalero, Nuevo México    | |